# Кимрский район
Ки́мрский райо́н — упразднённая административно-территориальная единица (район) в Тверской области России, существовавшая с 1929 до 2022 года. В рамках организации местного самоуправления в границах района с 2005 до 2022 года существовал муниципальный район, с 2022 года объединённый с городским округом город Кимры в Кимрский муниципальный округ.
Административный центр — город Кимры, который в район не входил.

## География
Площадь района на момент упразднения составляла 2514 км².
Район граничил:
- на севере — с Кашинским районом,
- на востоке — с Калязинским районом,
- на юго-западе — с Конаковским районом,
- на западе — с Калининским районом,
- на северо-западе — с Рамешковским районом,
- на юге — с Московской областью (Талдомским городским округом и городским округом Дубна).

## История
Кимрский район образован 12 июля 1929 года в составе Кимрского округа Московской области. В состав района вошли город Кимры и сельсоветы: Азаровский, Акатовский, Батрацкий, Башаринский, Березниковский, Богунинский, Больше-Васильевский, Борковский, Бородинский, Бревновский, Бреховский, Бронницкий, Владышевский, Высоковский, Глазовский, Гомоновский, Губино-Угольский, Демидовский, Жилинский, Жуковский, Заслонский, Золотиловский, Иваньковский, Ильинский, Исаевский, Каюровский, Котоваровский, Кревский, Кучинский, Ларцевский, Мазловский, Мало-Семёновский, Медведицкий, Михеевский, Незденовский, Неклюдовский, Николо-Ямский, Новоивановский, Новосельский, Островский, Паскинский, Подберезский, Покровский, Прислонский, Романовский, Рослятинский, Савёловский, Селищенский, Сменский, Соболевский, Сотский, Спировский, Староникольский, Старосельский, Стрельчихинский, Строевский, Сыркинский, Титовский, Троице-Кочкинский, Устиновский, Фетенинский, Филипповский, Фроловский, Черниговский, Шевелевский, Шиблинский, Шиковский, Шутовский, Юринский и Юркинский.
30 августа 1931 года из упразднённого Горицкого района в Кимрский были переданы сельсоветы: Беляевский, Вандышевский, Вербилковский, Вереинский, Веринский, Гайновский, Горицкий, Горожанкинский, Дубровский, Заручьевский, Зиновьихинский, Киселевский, Крошевский, Кошкинский, Майковский, Николо-Неверьевский, Новоникитский, Печетовский, Правдовский, Пустырский, Радоменский, Русиловский, Рыбушкинский, Селецкий, Силовский, Стоянцевский, Твороговский, Чуховский и Якимцевский.
11 февраля 1934 года были упразднены Березниковский, Савёловский и Черниговский сельсоветы. 15 мая упразднены Иваньковский и Филипповский сельсоветы. Юркинский сельсовет переименован в Александровский.
29 января 1935 года Кимрский район вошёл в состав новообразованной Калининской области.
Северо-западная часть современного Кимрского района в 1935—1963 годах входила в Горицкий район.
В рамках организации местного самоуправления с 2005 до 2022 гг. в границах района функционировал одноимённый муниципальный район. В мае 2022 года муниципальный район со всеми входившими в его состав городским и сельскими поселениями были упразднены и объединены с городским округом города Кимры в Кимрский муниципальный округ. Тогда же Кимрский район как соответствующая административно-территориальная единица была упразднена и преобразована в округ с центром в городе окружного значения Кимры.

## Население
| 1939    | 1959    | 1970    | 1979    | 1989    | 2002    | 2009    | 2010    | 2011    |
| ------- | ------- | ------- | ------- | ------- | ------- | ------- | ------- | ------- |
| 58 673  | ↘28 335 | ↘27 689 | ↘20 417 | ↘18 439 | ↘15 604 | ↘14 063 | ↘13 190 | ↘13 121 |
| 2012    | 2013    | 2014    | 2015    | 2016    | 2017    | 2018    | 2019    | 2020    |
| ↘12 920 | ↘12 711 | ↘12 353 | ↘12 232 | ↘12 064 | ↘11 971 | ↘11 779 | ↘11 403 | ↘11 238 |
| 2021    |         |         |         |         |         |         |         |         |
| ↗12 925 |         |         |         |         |         |         |         |         |

### Урбанизация
Городское население (пгт Белый Городок) составляло 15.64 % от всего населения района перед его упразднением.

### Национальный состав
По итогам переписи населения 2020 года проживали следующие национальности (национальности менее 0,1 % и другое, см. в сноске к строке «Другие»):
| Национальность | Численность, чел. | Доля     |
| -------------- | ----------------- | -------- |
| Русские        | 11 704            | 90,55 %  |
| Армяне         | 162               | 1,25 %   |
| Таджики        | 106               | 0,82 %   |
| Украинцы       | 100               | 0,77 %   |
| Татары         | 56                | 0,43 %   |
| Узбеки         | 43                | 0,33 %   |
| Азербайджанцы  | 37                | 0,29 %   |
| Лезгины        | 30                | 0,23 %   |
| Молдаване      | 25                | 0,19 %   |
| Грузины        | 21                | 0,16 %   |
| Другие         | 641               | 4,98 %   |
| Итого          | 12 925            | 100,00 % |

## Административно-муниципальное устройство
В Кимрский район, в рамках административно-территориального устройства области, перед его упразднением входили 14 поселений.
В состав муниципального района, в рамках организации местного самоуправления, с 2005 до 2022 года входили 14 муниципальных образований, в том числе одно городское и 13 сельских поселений:
| №        | Поселение                          | Административный центр | Количество населённых пунктов | Население (чел.) | Площадь (км²) |
| -------- | ---------------------------------- | ---------------------- | ----------------------------- | ---------------- | ------------- |
| 1e-06    | Городские поселения:               |                        |                               |                  |               |
| 1        | посёлок Белый Городок              | пгт Белый Городок      | 1                             | ↗2022            | 1,34          |
| 1.000002 | Сельские поселения:                |                        |                               |                  |               |
| 2        | Быковское сельское поселение       | деревня Радомино       | 28                            | ↗347             | 121,05        |
| 3        | Горицкое сельское поселение        | село Горицы            | 47                            | ↗1582            | 265,97        |
| 4        | Ильинское сельское поселение       | село Ильинское         | 42                            | ↗1426            | 289,73        |
| 5        | Красновское сельское поселение     | село Красное           | 24                            | ↗395             | 144,18        |
| 6        | Маловасилевское сельское поселение | деревня Малое Василево | 21                            | ↗930             | 134,37        |
| 7        | Неклюдовское сельское поселение    | деревня Неклюдово      | 24                            | ↗471             | 138,46        |
| 8        | Печетовское сельское поселение     | деревня Печетово       | 56                            | ↗446             | 246,04        |
| 9        | Приволжское сельское поселение     | посёлок Приволжский    | 36                            | ↗1035            | 265,99        |
| 10       | Стоянцевское сельское поселение    | село Стоянцы           | 15                            | ↘188             | 115,40        |
| 11       | Титовское сельское поселение       | деревня Титово         | 19                            | ↗1078            | 130,37        |
| 12       | Устиновское сельское поселение     | деревня Устиново       | 30                            | ↘344             | 145,12        |
| 13       | Фёдоровское сельское поселение     | деревня Федоровка      | 19                            | ↗690             | 165,90        |
| 14       | Центральное сельское поселение     | посёлок Центральный    | 56                            | ↗1971            | 349,83        |

Законом Тверской области от 5 мая 2022 года муниципальный район и входившие в его состав все городское и сельские поселения были упразднены и объединены вместе с городским округом города Кимры в Кимрский муниципальный округ.

## Населённые пункты
В Кимрский район на момент упразднения входили 418 населённых пунктов.
| №   | Населённый пункт                          | Тип                     | Население                                                                                  | Бывшее поселение                   |
| --- | ----------------------------------------- | ----------------------- | ------------------------------------------------------------------------------------------ | ---------------------------------- |
| 1   | Абатурово                                 | деревня                 | 0                                                                                          | Маловасилевское сельское поселение |
| 2   | Абрамово                                  | деревня                 | ↘26                                                                                        | Центральное сельское поселение     |
| 3   | Абросимово                                | деревня                 | 1                                                                                          | Устиновское сельское поселение     |
| 4   | Авдеево                                   | деревня                 | 1                                                                                          | Устиновское сельское поселение     |
| 5   | Авделиха                                  | деревня                 | ↘1                                                                                         | Горицкое сельское поселение        |
| 6   | Азарово                                   | деревня                 | 9                                                                                          | Приволжское сельское поселение     |
| 7   | Азарово                                   | деревня                 | 1                                                                                          | Центральное сельское поселение     |
| 8   | Акимовское                                | деревня                 | 0                                                                                          | Ильинское сельское поселение       |
| 9   | Акулово                                   | деревня                 | 6                                                                                          | Фёдоровское сельское поселение     |
| 10  | Алексино                                  | деревня                 | 7                                                                                          | Маловасилевское сельское поселение |
| 11  | Алексино                                  | деревня                 | 13                                                                                         | Приволжское сельское поселение     |
| 12  | Алешово                                   | деревня                 | 10                                                                                         | Красновское сельское поселение     |
| 13  | Андрейцево                                | деревня                 | →0                                                                                         | Ильинское сельское поселение       |
| 14  | Аннино                                    | деревня                 | 0                                                                                          | Центральное сельское поселение     |
| 15  | Арефино                                   | деревня                 | 0                                                                                          | Центральное сельское поселение     |
| 16  | Афонино                                   | деревня                 | 0                                                                                          | Ильинское сельское поселение       |
| 17  | Бабенки                                   | деревня                 | 11                                                                                         | Ильинское сельское поселение       |
| 18  | Бабинское                                 | деревня                 | 1                                                                                          | Неклюдовское сельское поселение    |
| 19  | Барановская                               | деревня                 | 1                                                                                          | Ильинское сельское поселение       |
| 20  | Башарино                                  | деревня                 | 26                                                                                         | Приволжское сельское поселение     |
| 21  | Бели                                      | деревня                 | ↗1                                                                                         | Быковское сельское поселение       |
| 22  | Белое                                     | деревня                 | ↗12                                                                                        | Приволжское сельское поселение     |
| 23  | Белый Городок                             | пгт                     | ↗2022                                                                                      | посёлок Белый Городок              |
| 24  | Белый Городок                             | железнодорожная станция | 21                                                                                         | Приволжское сельское поселение     |
| 25  | Беляево-Горицкое                          | деревня                 | →0                                                                                         | Горицкое сельское поселение        |
| 26  | Бересловлево                              | деревня                 | ↘62                                                                                        | Печетовское сельское поселение     |
| 27  | Биколово                                  | деревня                 | ↘5                                                                                         | Печетовское сельское поселение     |
| 28  | Богунино                                  | деревня                 | ↘51                                                                                        | Фёдоровское сельское поселение     |
| 29  | Богуново                                  | деревня                 | ↘1                                                                                         | Быковское сельское поселение       |
| 30  | Большое Аксёново                          | деревня                 | 0                                                                                          | Ильинское сельское поселение       |
| 31  | Большое Василево                          | деревня                 | 0                                                                                          | Ильинское сельское поселение       |
| 32  | Большое Огрызково                         | деревня                 | 1                                                                                          | Ильинское сельское поселение       |
| 33  | Большое Чириково                          | деревня                 | 5                                                                                          | Неклюдовское сельское поселение    |
| 34  | Большое Чириково                          | деревня                 | 0                                                                                          | Печетовское сельское поселение     |
| 35  | Большое Яковлево                          | деревня                 | 9                                                                                          | Центральное сельское поселение     |
| 36  | Бордуково                                 | деревня                 | ↘0                                                                                         | Горицкое сельское поселение        |
| 37  | Борисково                                 | деревня                 | ↘1                                                                                         | Быковское сельское поселение       |
| 38  | Борисово                                  | деревня                 | ↗1                                                                                         | Горицкое сельское поселение        |
| 39  | Бородино                                  | деревня                 | 10                                                                                         | Ильинское сельское поселение       |
| 40  | Бородино                                  | деревня                 | 0                                                                                          | Неклюдовское сельское поселение    |
| 41  | Бортниково                                | деревня                 | 6                                                                                          | Маловасилевское сельское поселение |
| 42  | Бортниково                                | деревня                 | 0                                                                                          | Центральное сельское поселение     |
| 43  | Брехово                                   | деревня                 | 1                                                                                          | Приволжское сельское поселение     |
| 44  | Бронницы                                  | деревня                 | 1                                                                                          | Центральное сельское поселение     |
| 45  | Букарево                                  | деревня                 | 0                                                                                          | Ильинское сельское поселение       |
| 46  | Бурцево                                   | деревня                 | 1                                                                                          | Приволжское сельское поселение     |
| 47  | Быково                                    | деревня                 | ↘44                                                                                        | Быковское сельское поселение       |
| 48  | Бяшево                                    | деревня                 | 0                                                                                          | Устиновское сельское поселение     |
| 49  | Вандышево                                 | деревня                 | 5                                                                                          | Печетовское сельское поселение     |
| 50  | Васьки                                    | деревня                 | 1                                                                                          | Центральное сельское поселение     |
| 51  | Ваулино                                   | деревня                 | 1                                                                                          | Центральное сельское поселение     |
| 52  | Великий Двор                              | деревня                 | ↘7                                                                                         | Горицкое сельское поселение        |
| 53  | Вербилково                                | деревня                 | 10                                                                                         | Стоянцевское сельское поселение    |
| 54  | Вереинка                                  | деревня                 | →28                                                                                        | Горицкое сельское поселение        |
| 55  | Верино                                    | деревня                 | 1                                                                                          | Стоянцевское сельское поселение    |
| 56  | Веска                                     | деревня                 | 14                                                                                         | Красновское сельское поселение     |
| 57  | Владышино                                 | деревня                 | 0                                                                                          | Ильинское сельское поселение       |
| 58  | Володарское                               | деревня                 | ↗8                                                                                         | Печетовское сельское поселение     |
| 59  | Воробьёво                                 | деревня                 | 7                                                                                          | Красновское сельское поселение     |
| 60  | Воробьёво                                 | деревня                 | 6                                                                                          | Центральное сельское поселение     |
| 61  | Вороново                                  | деревня                 | 0                                                                                          | Маловасилевское сельское поселение |
| 62  | Вороново                                  | деревня                 | 21                                                                                         | Неклюдовское сельское поселение    |
| 63  | Воронцово                                 | деревня                 | 1                                                                                          | Маловасилевское сельское поселение |
| 64  | Воронцово                                 | деревня                 | ↗10                                                                                        | Устиновское сельское поселение     |
| 65  | Выголово                                  | деревня                 | 0                                                                                          | Печетовское сельское поселение     |
| 66  | Выркино                                   | деревня                 | ↘14                                                                                        | Быковское сельское поселение       |
| 67  | Высоково                                  | деревня                 | 7                                                                                          | Неклюдовское сельское поселение    |
| 68  | Вячелово                                  | деревня                 | 7                                                                                          | Неклюдовское сельское поселение    |
| 69  | Гайново                                   | деревня                 | ↘24                                                                                        | Горицкое сельское поселение        |
| 70  | Глазачево                                 | деревня                 | 1                                                                                          | Красновское сельское поселение     |
| 71  | Глазово                                   | деревня                 | 0                                                                                          | Центральное сельское поселение     |
| 72  | Глебово                                   | деревня                 | →1                                                                                         | Горицкое сельское поселение        |
| 73  | Глинцово                                  | деревня                 | 34                                                                                         | Маловасилевское сельское поселение |
| 74  | Глухино                                   | деревня                 | 0                                                                                          | Печетовское сельское поселение     |
| 75  | Глухово                                   | деревня                 | 1                                                                                          | Печетовское сельское поселение     |
| 76  | Головино                                  | деревня                 | 17                                                                                         | Приволжское сельское поселение     |
| 77  | Головино                                  | деревня                 | 1                                                                                          | Титовское сельское поселение       |
| 78  | Голузино                                  | деревня                 | 15                                                                                         | Устиновское сельское поселение     |
| 79  | Голявино                                  | деревня                 | 0                                                                                          | Печетовское сельское поселение     |
| 80  | Гомоново                                  | деревня                 | 44                                                                                         | Титовское сельское поселение       |
| 81  | Горбачево                                 | деревня                 | →10                                                                                        | Быковское сельское поселение       |
| 82  | Горицы                                    | село                    | ↘1227                                                                                      | Горицкое сельское поселение        |
| 83  | Горка                                     | деревня                 | 1                                                                                          | Красновское сельское поселение     |
| 84  | Городище                                  | деревня                 | 0                                                                                          | Красновское сельское поселение     |
| 85  | Горожанкино                               | деревня                 | 5                                                                                          | Печетовское сельское поселение     |
| 86  | Горычкино                                 | деревня                 | 0                                                                                          | Центральное сельское поселение     |
| 87  | Гостилово                                 | деревня                 | →0                                                                                         | Горицкое сельское поселение        |
| 88  | Грибово                                   | деревня                 | 1                                                                                          | Красновское сельское поселение     |
| 89  | Григорьево                                | деревня                 | 9                                                                                          | Титовское сельское поселение       |
| 90  | Григорьевское                             | деревня                 | 1                                                                                          | Устиновское сельское поселение     |
| 91  | Гридино                                   | деревня                 | 10                                                                                         | Красновское сельское поселение     |
| 92  | Грозино                                   | деревня                 | 1                                                                                          | Приволжское сельское поселение     |
| 93  | Губин Угол                                | деревня                 | ↘52                                                                                        | Фёдоровское сельское поселение     |
| 94  | Дача Блохина                              | населённый пункт        | 0                                                                                          | Центральное сельское поселение     |
| 95  | Демидовка                                 | деревня                 | 1                                                                                          | Фёдоровское сельское поселение     |
| 96  | Демидово                                  | деревня                 | 5                                                                                          | Устиновское сельское поселение     |
| 97  | Демихово                                  | деревня                 | ↘0                                                                                         | Горицкое сельское поселение        |
| 98  | Деревнищи                                 | деревня                 | 0                                                                                          | Центральное сельское поселение     |
| 99  | Дитятево                                  | деревня                 | ↘10                                                                                        | Горицкое сельское поселение        |
| 100 | Долматово                                 | деревня                 | 0                                                                                          | Центральное сельское поселение     |
| 101 | Дольницы                                  | деревня                 | ↘1                                                                                         | Быковское сельское поселение       |
| 102 | Дор                                       | деревня                 | ↘1                                                                                         | Быковское сельское поселение       |
| 103 | Дорохи                                    | деревня                 | 0                                                                                          | Неклюдовское сельское поселение    |
| 104 | Дубровка                                  | деревня                 | 0                                                                                          | Центральное сельское поселение     |
| 105 | Дуброво                                   | деревня                 | 1                                                                                          | Печетовское сельское поселение     |
| 106 | Дудино                                    | деревня                 | 27                                                                                         | Устиновское сельское поселение     |
| 107 | Дуты                                      | деревня                 | 0                                                                                          | Печетовское сельское поселение     |
| 108 | Дымово                                    | деревня                 | 0                                                                                          | Центральное сельское поселение     |
| 109 | Емельяновка                               | деревня                 | 1                                                                                          | Фёдоровское сельское поселение     |
| 110 | Ескино                                    | деревня                 | 0                                                                                          | Печетовское сельское поселение     |
| 111 | Желково                                   | деревня                 | 0                                                                                          | Маловасилевское сельское поселение |
| 112 | Желудьево                                 | деревня                 | 0                                                                                          | Ильинское сельское поселение       |
| 113 | Жижимориха                                | деревня                 | 0                                                                                          | Печетовское сельское поселение     |
| 114 | Жилино                                    | деревня                 | 1                                                                                          | Маловасилевское сельское поселение |
| 115 | Жуковка                                   | деревня                 | 0                                                                                          | Приволжское сельское поселение     |
| 116 | Журово                                    | деревня                 | 0                                                                                          | Устиновское сельское поселение     |
| 117 | Завидово                                  | деревня                 | 0                                                                                          | Ильинское сельское поселение       |
| 118 | Завидово                                  | деревня                 | →0                                                                                         | Печетовское сельское поселение     |
| 119 | Заводской                                 | посёлок                 | 142                                                                                        | Ильинское сельское поселение       |
| 120 | Замятино                                  | деревня                 | 17                                                                                         | Титовское сельское поселение       |
| 121 | Заручье                                   | деревня                 | ↗1                                                                                         | Горицкое сельское поселение        |
| 122 | Заручьево                                 | деревня                 | ↘1                                                                                         | Горицкое сельское поселение        |
| 123 | Заручьево                                 | деревня                 | 0                                                                                          | Маловасилевское сельское поселение |
| 124 | Заручьево                                 | деревня                 | 18                                                                                         | Стоянцевское сельское поселение    |
| 125 | Збыневля                                  | деревня                 | ↘26                                                                                        | Горицкое сельское поселение        |
| 126 | Зверево                                   | деревня                 | 0                                                                                          | Приволжское сельское поселение     |
| 127 | Зверково                                  | деревня                 | →1                                                                                         | Горицкое сельское поселение        |
| 128 | Зиновиха                                  | деревня                 | →0                                                                                         | Горицкое сельское поселение        |
| 129 | Золотилово                                | деревня                 | →0                                                                                         | Центральное сельское поселение     |
| 130 | Зорино                                    | деревня                 | 7                                                                                          | Печетовское сельское поселение     |
| 131 | Зубырино                                  | деревня                 | ↘7                                                                                         | Горицкое сельское поселение        |
| 132 | Ивакино                                   | деревня                 | 0                                                                                          | Ильинское сельское поселение       |
| 133 | Ивановка                                  | хутор                   | 1                                                                                          | Приволжское сельское поселение     |
| 134 | Иваново                                   | хутор                   | 0                                                                                          | Маловасилевское сельское поселение |
| 135 | Игнатово                                  | деревня                 | 0                                                                                          | Фёдоровское сельское поселение     |
| 136 | Игумново                                  | деревня                 | 8                                                                                          | Неклюдовское сельское поселение    |
| 137 | Ильино                                    | деревня                 | ↘19                                                                                        | Печетовское сельское поселение     |
| 138 | Ильинское                                 | село                    | ↗946                                                                                       | Ильинское сельское поселение       |
| 139 | Исаево                                    | деревня                 | 9                                                                                          | Ильинское сельское поселение       |
| 140 | Кадниково                                 | деревня                 | 16                                                                                         | Приволжское сельское поселение     |
| 141 | Калинино                                  | деревня                 | 0                                                                                          | Маловасилевское сельское поселение |
| 142 | Калинино                                  | деревня                 | 5                                                                                          | Фёдоровское сельское поселение     |
| 143 | Карповка                                  | деревня                 | 1                                                                                          | Неклюдовское сельское поселение    |
| 144 | Каюрово                                   | деревня                 | ↘82                                                                                        | Центральное сельское поселение     |
| 145 | Киселево                                  | деревня                 | ↗7                                                                                         | Горицкое сельское поселение        |
| 146 | Киселево                                  | деревня                 | 1                                                                                          | Печетовское сельское поселение     |
| 147 | Кислово                                   | деревня                 | 12                                                                                         | Устиновское сельское поселение     |
| 148 | Клетино                                   | деревня                 | 35                                                                                         | Титовское сельское поселение       |
| 149 | Клыпино                                   | деревня                 | 1                                                                                          | Устиновское сельское поселение     |
| 150 | Клясово                                   | деревня                 | 1                                                                                          | Неклюдовское сельское поселение    |
| 151 | Князево                                   | деревня                 | 8                                                                                          | Центральное сельское поселение     |
| 152 | Кожевнево                                 | деревня                 | 0                                                                                          | Печетовское сельское поселение     |
| 153 | Кожухово                                  | деревня                 | 5                                                                                          | Устиновское сельское поселение     |
| 154 | Кожухово                                  | деревня                 | 1                                                                                          | Центральное сельское поселение     |
| 155 | Кокориха                                  | деревня                 | 1                                                                                          | Устиновское сельское поселение     |
| 156 | Кокоурово                                 | деревня                 | 6                                                                                          | Устиновское сельское поселение     |
| 157 | Колпачиха                                 | деревня                 | 1                                                                                          | Красновское сельское поселение     |
| 158 | Колюбеево                                 | деревня                 | 8                                                                                          | Красновское сельское поселение     |
| 159 | Константиново                             | деревня                 | 10                                                                                         | Красновское сельское поселение     |
| 160 | Константиново                             | деревня                 | 17                                                                                         | Красновское сельское поселение     |
| 161 | Коприлово                                 | деревня                 | 0                                                                                          | Печетовское сельское поселение     |
| 162 | Кореньково                                | деревня                 | 1                                                                                          | Центральное сельское поселение     |
| 163 | Коршево                                   | деревня                 | ↘5                                                                                         | Быковское сельское поселение       |
| 164 | Костенево                                 | деревня                 | 0                                                                                          | Центральное сельское поселение     |
| 165 | Костино                                   | деревня                 | 5                                                                                          | Печетовское сельское поселение     |
| 166 | Котоварово                                | деревня                 | 0                                                                                          | Маловасилевское сельское поселение |
| 167 | Кочнево                                   | деревня                 | 1                                                                                          | Приволжское сельское поселение     |
| 168 | Кошкино                                   | деревня                 | ↘151                                                                                       | Горицкое сельское поселение        |
| 169 | Кошкино                                   | деревня                 | 9                                                                                          | Печетовское сельское поселение     |
| 170 | Кощеево                                   | деревня                 | →0                                                                                         | Горицкое сельское поселение        |
| 171 | Красиково                                 | деревня                 | 0                                                                                          | Центральное сельское поселение     |
| 172 | Красная Горка                             | деревня                 | 0                                                                                          | Приволжское сельское поселение     |
| 173 | Красное                                   | село                    | ↘137                                                                                       | Красновское сельское поселение     |
| 174 | Красный Выселок                           | деревня                 | ↘1                                                                                         | Горицкое сельское поселение        |
| 175 | Крева                                     | деревня                 | ↘65                                                                                        | Фёдоровское сельское поселение     |
| 176 | Кривцово                                  | деревня                 | 0                                                                                          | Центральное сельское поселение     |
| 177 | Круглица                                  | деревня                 | 6                                                                                          | Печетовское сельское поселение     |
| 178 | Кругловка                                 | деревня                 | 10                                                                                         | Центральное сельское поселение     |
| 179 | Крячково                                  | деревня                 | 1                                                                                          | Ильинское сельское поселение       |
| 180 | Кстиново                                  | деревня                 | 0                                                                                          | Неклюдовское сельское поселение    |
| 181 | Кузнецово                                 | деревня                 | 0                                                                                          | Приволжское сельское поселение     |
| 182 | Кучино                                    | деревня                 | ↘239                                                                                       | Ильинское сельское поселение       |
| 183 | Лазарево                                  | деревня                 | ↘18                                                                                        | Быковское сельское поселение       |
| 184 | Ларцево                                   | деревня                 | ↘14                                                                                        | Фёдоровское сельское поселение     |
| 185 | Лахирево                                  | деревня                 | 5                                                                                          | Титовское сельское поселение       |
| 186 | Лебзуново                                 | деревня                 | ↘1                                                                                         | Быковское сельское поселение       |
| 187 | Леоново                                   | деревня                 | 0                                                                                          | Устиновское сельское поселение     |
| 188 | Лесная Сторожка Бегуша                    | населённый пункт        | 0                                                                                          | Титовское сельское поселение       |
| 189 | Лесной                                    | посёлок                 | 7                                                                                          | Приволжское сельское поселение     |
| 190 | Ломово                                    | деревня                 | ↗1                                                                                         | Горицкое сельское поселение        |
| 191 | Лосевка                                   | деревня                 | 1                                                                                          | Маловасилевское сельское поселение |
| 192 | Лосево                                    | деревня                 | ↘107                                                                                       | Красновское сельское поселение     |
| 193 | Лосево                                    | деревня                 | 1                                                                                          | Стоянцевское сельское поселение    |
| 194 | Лугино                                    | деревня                 | →0                                                                                         | Горицкое сельское поселение        |
| 195 | Луканино                                  | деревня                 | 13                                                                                         | Приволжское сельское поселение     |
| 196 | Лукьяново                                 | деревня                 | ↘1                                                                                         | Печетовское сельское поселение     |
| 197 | Лыково                                    | деревня                 | ↗17                                                                                        | Горицкое сельское поселение        |
| 198 | Лышники                                   | деревня                 | 0                                                                                          | Центральное сельское поселение     |
| 199 | Мазлово                                   | деревня                 | 0                                                                                          | Печетовское сельское поселение     |
| 200 | Майково                                   | деревня                 | ↘13                                                                                        | Быковское сельское поселение       |
| 201 | Макариха                                  | деревня                 | ↘0                                                                                         | Быковское сельское поселение       |
| 202 | Максимцево                                | деревня                 | 42                                                                                         | Ильинское сельское поселение       |
| 203 | Малое Аксёново                            | деревня                 | 0                                                                                          | Ильинское сельское поселение       |
| 204 | Малое Василево                            | деревня                 | ↘956                                                                                       | Маловасилевское сельское поселение |
| 205 | Малое Перечистово                         | деревня                 | 5                                                                                          | Красновское сельское поселение     |
| 206 | Малое Семеново                            | деревня                 | 0                                                                                          | Ильинское сельское поселение       |
| 207 | Малое Яковлево                            | деревня                 | 1                                                                                          | Центральное сельское поселение     |
| 208 | Малышково                                 | деревня                 | →1                                                                                         | Приволжское сельское поселение     |
| 209 | Мануково                                  | деревня                 | 1                                                                                          | Ильинское сельское поселение       |
| 210 | Марково                                   | деревня                 | 0                                                                                          | Ильинское сельское поселение       |
| 211 | Маркуши                                   | деревня                 | 5                                                                                          | Приволжское сельское поселение     |
| 212 | Мартынцево                                | деревня                 | 5                                                                                          | Ильинское сельское поселение       |
| 213 | Марфино                                   | деревня                 | ↗12                                                                                        | Горицкое сельское поселение        |
| 214 | Матвеевка                                 | деревня                 | 0                                                                                          | Печетовское сельское поселение     |
| 215 | Медведицкое                               | село                    | ↘1                                                                                         | Центральное сельское поселение     |
| 216 | Медведково                                | деревня                 | 1                                                                                          | Устиновское сельское поселение     |
| 217 | Мельгуново                                | деревня                 | 5                                                                                          | Центральное сельское поселение     |
| 218 | Мерлино                                   | деревня                 | 21                                                                                         | Центральное сельское поселение     |
| 219 | Митино                                    | деревня                 | 1                                                                                          | Центральное сельское поселение     |
| 220 | Митрофаниха                               | деревня                 | 0                                                                                          | Печетовское сельское поселение     |
| 221 | Михалево                                  | деревня                 | →1                                                                                         | Горицкое сельское поселение        |
| 222 | Михалково                                 | деревня                 | 11                                                                                         | Ильинское сельское поселение       |
| 223 | Михеево                                   | деревня                 | 1                                                                                          | Центральное сельское поселение     |
| 224 | Молгино                                   | деревня                 | 11                                                                                         | Стоянцевское сельское поселение    |
| 225 | Молоди                                    | деревня                 | ↘7                                                                                         | Быковское сельское поселение       |
| 226 | Молоствово                                | деревня                 | 7                                                                                          | Маловасилевское сельское поселение |
| 227 | Морщихино                                 | деревня                 | 0                                                                                          | Ильинское сельское поселение       |
| 228 | Москвитино                                | деревня                 | 11                                                                                         | Печетовское сельское поселение     |
| 229 | Муравьево                                 | деревня                 | 0                                                                                          | Титовское сельское поселение       |
| 230 | Мышкино                                   | деревня                 | 0                                                                                          | Ильинское сельское поселение       |
| 231 | Набережная                                | деревня                 | 12                                                                                         | Неклюдовское сельское поселение    |
| 232 | Назарово                                  | деревня                 | 1                                                                                          | Неклюдовское сельское поселение    |
| 233 | Неверово                                  | деревня                 | ↘10                                                                                        | Быковское сельское поселение       |
| 234 | Незденово                                 | деревня                 | 14                                                                                         | Ильинское сельское поселение       |
| 235 | Неклюдово                                 | деревня                 | ↗166                                                                                       | Неклюдовское сельское поселение    |
| 236 | Ненорово                                  | деревня                 | ↘1                                                                                         | Быковское сельское поселение       |
| 237 | Нефедово                                  | деревня                 | ↘1                                                                                         | Устиновское сельское поселение     |
| 238 | Нечаево                                   | деревня                 | 0                                                                                          | Печетовское сельское поселение     |
| 239 | Никитино                                  | деревня                 | 1                                                                                          | Устиновское сельское поселение     |
| 240 | Никитское                                 | деревня                 | →19                                                                                        | Горицкое сельское поселение        |
| 241 | Николо-Неверьево                          | деревня                 | ↘7                                                                                         | Печетовское сельское поселение     |
| 242 | Николо-Ям                                 | деревня                 | ↘1                                                                                         | Неклюдовское сельское поселение    |
| 243 | Новое Акатово                             | деревня                 | 1                                                                                          | Центральное сельское поселение     |
| 244 | Новое Село                                | деревня                 | 31                                                                                         | Титовское сельское поселение       |
| 245 | Ново-Ивановское                           | деревня                 | ↘0                                                                                         | Ильинское сельское поселение       |
| 246 | Ново-Ивановское                           | деревня                 | 104                                                                                        | Неклюдовское сельское поселение    |
| 247 | Ново-Никитское                            | деревня                 | ↘1                                                                                         | Горицкое сельское поселение        |
| 248 | Новоселово                                | деревня                 | 0                                                                                          | Ильинское сельское поселение       |
| 249 | Новые Березки                             | деревня                 | ↗6                                                                                         | Горицкое сельское поселение        |
| 250 | Новые Миглощи                             | деревня                 | 1                                                                                          | Центральное сельское поселение     |
| 251 | Новые Шатрищи                             | деревня                 | 11                                                                                         | Центральное сельское поселение     |
| 252 | Норбужье                                  | деревня                 | 16                                                                                         | Неклюдовское сельское поселение    |
| 253 | Носково                                   | деревня                 | 5                                                                                          | Стоянцевское сельское поселение    |
| 254 | Нутромо                                   | деревня                 | ↘1                                                                                         | Титовское сельское поселение       |
| 255 | Обутьково                                 | деревня                 | 0                                                                                          | Красновское сельское поселение     |
| 256 | Овсевьево                                 | деревня                 | ↗8                                                                                         | Горицкое сельское поселение        |
| 257 | Овсяниково                                | деревня                 | 1                                                                                          | Печетовское сельское поселение     |
| 258 | Одинцово                                  | деревня                 | ↘3                                                                                         | Печетовское сельское поселение     |
| 259 | Окаемово                                  | деревня                 | 0                                                                                          | Ильинское сельское поселение       |
| 260 | Омутня                                    | хутор                   | 0                                                                                          | Фёдоровское сельское поселение     |
| 261 | Острилово                                 | деревня                 | 0                                                                                          | Неклюдовское сельское поселение    |
| 262 | Остров                                    | деревня                 | 37                                                                                         | Центральное сельское поселение     |
| 263 | Отдельный Дом «Клетинский Бор»            | населённый пункт        | 0                                                                                          | Титовское сельское поселение       |
| 264 | Отрословля                                | деревня                 | 0                                                                                          | Печетовское сельское поселение     |
| 265 | Отрубнево                                 | деревня                 | →0                                                                                         | Центральное сельское поселение     |
| 266 | Ошитково                                  | деревня                 | ↘1                                                                                         | Быковское сельское поселение       |
| 267 | Пантелеево                                | деревня                 | 12                                                                                         | Стоянцевское сельское поселение    |
| 268 | Паньсково                                 | деревня                 | ↘9                                                                                         | Горицкое сельское поселение        |
| 269 | Папино                                    | деревня                 | 5                                                                                          | Центральное сельское поселение     |
| 270 | Папулово                                  | деревня                 | 0                                                                                          | Титовское сельское поселение       |
| 271 | Паскино                                   | деревня                 | ↘113                                                                                       | Печетовское сельское поселение     |
| 272 | Пекарево                                  | деревня                 | ↗7                                                                                         | Горицкое сельское поселение        |
| 273 | Пекуново                                  | деревня                 | 1                                                                                          | Фёдоровское сельское поселение     |
| 274 | Пелагеинское                              | деревня                 | ↘15                                                                                        | Приволжское сельское поселение     |
| 275 | Перекладово                               | хутор                   | 0                                                                                          | Неклюдовское сельское поселение    |
| 276 | Пестово                                   | деревня                 | ↘1                                                                                         | Горицкое сельское поселение        |
| 277 | Петрово                                   | деревня                 | ↗5                                                                                         | Быковское сельское поселение       |
| 278 | Петровское                                | деревня                 | ↘1                                                                                         | Печетовское сельское поселение     |
| 279 | Петухово                                  | деревня                 | 17                                                                                         | Стоянцевское сельское поселение    |
| 280 | Печетово                                  | деревня                 | ↘54                                                                                        | Печетовское сельское поселение     |
| 281 | Пионерский Лагерь «Волга»                 | населённый пункт        | 0                                                                                          | Титовское сельское поселение       |
| 282 | Пионерский Лагерь «Дружба»                | населённый пункт        | 0                                                                                          | Фёдоровское сельское поселение     |
| 283 | Плешково                                  | деревня                 | 9                                                                                          | Центральное сельское поселение     |
| 284 | Плосково                                  | деревня                 | 0                                                                                          | Маловасилевское сельское поселение |
| 285 | Плоское                                   | деревня                 | 0                                                                                          | Приволжское сельское поселение     |
| 286 | Погост Вышнево                            | населённый пункт        | →0                                                                                         | Ильинское сельское поселение       |
| 287 | Подберезовское Лесничество                | посёлок                 | 15                                                                                         | Фёдоровское сельское поселение     |
| 288 | Подмошье                                  | деревня                 | →0                                                                                         | Быковское сельское поселение       |
| 289 | Подосеново                                | деревня                 | ↘0                                                                                         | Неклюдовское сельское поселение    |
| 290 | Подъелье                                  | деревня                 | 8                                                                                          | Красновское сельское поселение     |
| 291 | Покровское                                | деревня                 | ↘6                                                                                         | Печетовское сельское поселение     |
| 292 | Полевая                                   | деревня                 | 0                                                                                          | Центральное сельское поселение     |
| 293 | Поляна                                    | деревня                 | 15                                                                                         | Красновское сельское поселение     |
| 294 | Понизовье                                 | деревня                 | →0                                                                                         | Устиновское сельское поселение     |
| 295 | Поповка                                   | деревня                 | 9                                                                                          | Приволжское сельское поселение     |
| 296 | сельцо Поповка                            | нп                      | 6                                                                                          | Приволжское сельское поселение     |
| 297 | Поповка                                   | деревня                 | 1                                                                                          | Центральное сельское поселение     |
| 298 | Правда                                    | деревня                 | ↘10                                                                                        | Быковское сельское поселение       |
| 299 | Приволжский                               | посёлок                 | ↘722                                                                                       | Приволжское сельское поселение     |
| 300 | Приволжский Психоневрологический Интернат | населённый пункт        | 1                                                                                          | Приволжское сельское поселение     |
| 301 | Прислон                                   | деревня                 | 24                                                                                         | Титовское сельское поселение       |
| 302 | Притыкино                                 | деревня                 | 1                                                                                          | Титовское сельское поселение       |
| 303 | Прокунино                                 | деревня                 | 1                                                                                          | Красновское сельское поселение     |
| 304 | Прудцы                                    | деревня                 | 1                                                                                          | Устиновское сельское поселение     |
| 305 | Пузаково                                  | деревня                 | 1                                                                                          | Устиновское сельское поселение     |
| 306 | Пустыри                                   | деревня                 | ↘1                                                                                         | Горицкое сельское поселение        |
| 307 | Путышино                                  | деревня                 | 1                                                                                          | Печетовское сельское поселение     |
| 308 | Радилово                                  | деревня                 | ↘26                                                                                        | Печетовское сельское поселение     |
| 309 | Радованье                                 | деревня                 | 1                                                                                          | Ильинское сельское поселение       |
| 310 | Радомино                                  | деревня                 | ↘204                                                                                       | Быковское сельское поселение       |
| 311 | Раздобарино                               | деревня                 | 1                                                                                          | Ильинское сельское поселение       |
| 312 | Раменье                                   | деревня                 | →0                                                                                         | Горицкое сельское поселение        |
| 313 | Раменье                                   | деревня                 | →5                                                                                         | Печетовское сельское поселение     |
| 314 | Редриково                                 | деревня                 | 0                                                                                          | Печетовское сельское поселение     |
| 315 | Реутово                                   | деревня                 | 10                                                                                         | Устиновское сельское поселение     |
| 316 | Родино                                    | деревня                 | 5                                                                                          | Приволжское сельское поселение     |
| 317 | Рожново                                   | деревня                 | ↘6                                                                                         | Горицкое сельское поселение        |
| 318 | Романово                                  | деревня                 | 19                                                                                         | Неклюдовское сельское поселение    |
| 319 | Ромашкино                                 | деревня                 | ↗126                                                                                       | Ильинское сельское поселение       |
| 320 | Русилово                                  | деревня                 | →0                                                                                         | Быковское сельское поселение       |
| 321 | Русилово                                  | деревня                 | 127                                                                                        | Стоянцевское сельское поселение    |
| 322 | Ручьи                                     | деревня                 | 1                                                                                          | Печетовское сельское поселение     |
| 323 | Рыбучасток                                | посёлок                 | 0                                                                                          | Центральное сельское поселение     |
| 324 | Рыбушкино                                 | деревня                 | ↘11                                                                                        | Быковское сельское поселение       |
| 325 | Рябинкино                                 | деревня                 | →1                                                                                         | Горицкое сельское поселение        |
| 326 | Рязань                                    | деревня                 | 26                                                                                         | Центральное сельское поселение     |
| 327 | Савино                                    | деревня                 | 1                                                                                          | Печетовское сельское поселение     |
| 328 | Савино                                    | деревня                 | 0                                                                                          | Стоянцевское сельское поселение    |
| 329 | Сакулино                                  | деревня                 | 1                                                                                          | Маловасилевское сельское поселение |
| 330 | Салово                                    | деревня                 | →1                                                                                         | Печетовское сельское поселение     |
| 331 | Святье                                    | деревня                 | 83                                                                                         | Фёдоровское сельское поселение     |
| 332 | Селищи                                    | деревня                 | ↘25                                                                                        | Центральное сельское поселение     |
| 333 | Сельцы                                    | деревня                 | 8                                                                                          | Печетовское сельское поселение     |
| 334 | Семенково                                 | деревня                 | 8                                                                                          | Центральное сельское поселение     |
| 335 | Семеново                                  | деревня                 | 0                                                                                          | Печетовское сельское поселение     |
| 336 | Семенцево                                 | деревня                 | 1                                                                                          | Печетовское сельское поселение     |
| 337 | Сенькино                                  | деревня                 | 15                                                                                         | Приволжское сельское поселение     |
| 338 | Сергово                                   | деревня                 | 6                                                                                          | Красновское сельское поселение     |
| 339 | Сиблово                                   | деревня                 | →1                                                                                         | Быковское сельское поселение       |
| 340 | Симоново                                  | деревня                 | 1                                                                                          | Устиновское сельское поселение     |
| 341 | Скоково                                   | деревня                 | 1                                                                                          | Печетовское сельское поселение     |
| 342 | Скорнево                                  | деревня                 | 13                                                                                         | Красновское сельское поселение     |
| 343 | Скулино                                   | деревня                 | 27                                                                                         | Центральное сельское поселение     |
| 344 | Слезино                                   | деревня                 | 1                                                                                          | Устиновское сельское поселение     |
| 345 | Слободище                                 | деревня                 | 8                                                                                          | Фёдоровское сельское поселение     |
| 346 | Слободка                                  | деревня                 | ↘1                                                                                         | Центральное сельское поселение     |
| 347 | Смольково                                 | деревня                 | 0                                                                                          | Печетовское сельское поселение     |
| 348 | Соболево                                  | деревня                 | 17                                                                                         | Фёдоровское сельское поселение     |
| 349 | Соловьёво                                 | деревня                 | →0                                                                                         | Горицкое сельское поселение        |
| 350 | Сорокино                                  | деревня                 | ↘1                                                                                         | Быковское сельское поселение       |
| 351 | Сосновицы                                 | деревня                 | 0                                                                                          | Неклюдовское сельское поселение    |
| 352 | Сотница                                   | деревня                 | 5                                                                                          | Красновское сельское поселение     |
| 353 | Сотское                                   | деревня                 | ↘7                                                                                         | Печетовское сельское поселение     |
| 354 | Софоньево                                 | деревня                 | ↘12                                                                                        | Быковское сельское поселение       |
| 355 | Сошниково                                 | деревня                 | →0                                                                                         | Горицкое сельское поселение        |
| 356 | Сошниково                                 | деревня                 | 0                                                                                          | Ильинское сельское поселение       |
| 357 | Спирово                                   | деревня                 | 34                                                                                         | Неклюдовское сельское поселение    |
| 358 | Старово                                   | деревня                 | ↘36                                                                                        | Быковское сельское поселение       |
| 359 | Старово                                   | деревня                 | 12                                                                                         | Красновское сельское поселение     |
| 360 | Степаново                                 | деревня                 | ↘8                                                                                         | Печетовское сельское поселение     |
| 361 | Столбово                                  | деревня                 | 0                                                                                          | Титовское сельское поселение       |
| 362 | Стоянцы                                   | село                    | ↘46                                                                                        | Стоянцевское сельское поселение    |
| 363 | Стрельчиха                                | деревня                 | 13                                                                                         | Приволжское сельское поселение     |
| 364 | Строево                                   | деревня                 | Получено слишком много сущностей из Викиданные. Количество загруженных сущностей: 400/400. | Центральное сельское поселение     |
| 365 | Сыркино                                   | деревня                 | Получено слишком много сущностей из Викиданные. Количество загруженных сущностей: 400/400. | Неклюдовское сельское поселение    |
| 366 | Татищево                                  | деревня                 | Получено слишком много сущностей из Викиданные. Количество загруженных сущностей: 400/400. | Горицкое сельское поселение        |
| 367 | Творогово                                 | деревня                 | Получено слишком много сущностей из Викиданные. Количество загруженных сущностей: 400/400. | Печетовское сельское поселение     |
| 368 | Тепенино                                  | деревня                 | Получено слишком много сущностей из Викиданные. Количество загруженных сущностей: 400/400. | Ильинское сельское поселение       |
| 369 | Теплиново                                 | деревня                 | Получено слишком много сущностей из Викиданные. Количество загруженных сущностей: 400/400. | Центральное сельское поселение     |
| 370 | Титово                                    | деревня                 | Получено слишком много сущностей из Викиданные. Количество загруженных сущностей: 400/400. | Титовское сельское поселение       |
| 371 | Тихоново                                  | деревня                 | Получено слишком много сущностей из Викиданные. Количество загруженных сущностей: 400/400. | Центральное сельское поселение     |
| 372 | Топорок                                   | деревня                 | Получено слишком много сущностей из Викиданные. Количество загруженных сущностей: 400/400. | Фёдоровское сельское поселение     |
| 373 | Трахова                                   | деревня                 | Получено слишком много сущностей из Викиданные. Количество загруженных сущностей: 400/400. | Стоянцевское сельское поселение    |
| 374 | Троице-Кочки                              | деревня                 | Получено слишком много сущностей из Викиданные. Количество загруженных сущностей: 400/400. | Маловасилевское сельское поселение |
| 375 | Труфаново                                 | деревня                 | Получено слишком много сущностей из Викиданные. Количество загруженных сущностей: 400/400. | Ильинское сельское поселение       |
| 376 | Трышиха                                   | деревня                 | Получено слишком много сущностей из Викиданные. Количество загруженных сущностей: 400/400. | Горицкое сельское поселение        |
| 377 | Турово                                    | деревня                 | Получено слишком много сущностей из Викиданные. Количество загруженных сущностей: 400/400. | Приволжское сельское поселение     |
| 378 | Усад                                      | деревня                 | Получено слишком много сущностей из Викиданные. Количество загруженных сущностей: 400/400. | Ильинское сельское поселение       |
| 379 | Усово                                     | деревня                 | Получено слишком много сущностей из Викиданные. Количество загруженных сущностей: 400/400. | Устиновское сельское поселение     |
| 380 | Устиново                                  | деревня                 | Получено слишком много сущностей из Викиданные. Количество загруженных сущностей: 400/400. | Устиновское сельское поселение     |
| 381 | Уткино                                    | деревня                 | Получено слишком много сущностей из Викиданные. Количество загруженных сущностей: 400/400. | Маловасилевское сельское поселение |
| 382 | Ухово                                     | деревня                 | Получено слишком много сущностей из Викиданные. Количество загруженных сущностей: 400/400. | Печетовское сельское поселение     |
| 383 | Ушаковка                                  | деревня                 | Получено слишком много сущностей из Викиданные. Количество загруженных сущностей: 400/400. | Фёдоровское сельское поселение     |
| 384 | Федоровка                                 | деревня                 | Получено слишком много сущностей из Викиданные. Количество загруженных сущностей: 400/400. | Фёдоровское сельское поселение     |
| 385 | Федорово                                  | деревня                 | Получено слишком много сущностей из Викиданные. Количество загруженных сущностей: 400/400. | Горицкое сельское поселение        |
| 386 | Фетенино                                  | деревня                 | Получено слишком много сущностей из Викиданные. Количество загруженных сущностей: 400/400. | Ильинское сельское поселение       |
| 387 | Филиппово                                 | деревня                 | Получено слишком много сущностей из Викиданные. Количество загруженных сущностей: 400/400. | Горицкое сельское поселение        |
| 388 | Филиппово                                 | деревня                 | Получено слишком много сущностей из Викиданные. Количество загруженных сущностей: 400/400. | Центральное сельское поселение     |
| 389 | Фролово                                   | деревня                 | Получено слишком много сущностей из Викиданные. Количество загруженных сущностей: 400/400. | Стоянцевское сельское поселение    |
| 390 | Харпаево                                  | деревня                 | Получено слишком много сущностей из Викиданные. Количество загруженных сущностей: 400/400. | Устиновское сельское поселение     |
| 391 | Ховронино                                 | деревня                 | Получено слишком много сущностей из Викиданные. Количество загруженных сущностей: 400/400. | Стоянцевское сельское поселение    |
| 392 | Хотилово                                  | деревня                 | Получено слишком много сущностей из Викиданные. Количество загруженных сущностей: 400/400. | Приволжское сельское поселение     |
| 393 | Центральный                               | посёлок                 | Получено слишком много сущностей из Викиданные. Количество загруженных сущностей: 400/400. | Центральное сельское поселение     |
| 394 | Цыганово                                  | деревня                 | Получено слишком много сущностей из Викиданные. Количество загруженных сущностей: 400/400. | Титовское сельское поселение       |
| 395 | Ченцово                                   | деревня                 | Получено слишком много сущностей из Викиданные. Количество загруженных сущностей: 400/400. | Стоянцевское сельское поселение    |
| 396 | Черкасино                                 | деревня                 | Получено слишком много сущностей из Викиданные. Количество загруженных сущностей: 400/400. | Быковское сельское поселение       |
| 397 | Чернево                                   | деревня                 | Получено слишком много сущностей из Викиданные. Количество загруженных сущностей: 400/400. | Маловасилевское сельское поселение |
| 398 | Чудиново                                  | деревня                 | Получено слишком много сущностей из Викиданные. Количество загруженных сущностей: 400/400. | Маловасилевское сельское поселение |
| 399 | Чупеево                                   | деревня                 | Получено слишком много сущностей из Викиданные. Количество загруженных сущностей: 400/400. | Устиновское сельское поселение     |
| 400 | Чухово                                    | деревня                 | Получено слишком много сущностей из Викиданные. Количество загруженных сущностей: 400/400. | Горицкое сельское поселение        |
| 401 | Шевелево                                  | деревня                 | Получено слишком много сущностей из Викиданные. Количество загруженных сущностей: 400/400. | Центральное сельское поселение     |
| 402 | Шепелиха                                  | деревня                 | Получено слишком много сущностей из Викиданные. Количество загруженных сущностей: 400/400. | Приволжское сельское поселение     |
| 403 | Шиблино                                   | деревня                 | Получено слишком много сущностей из Викиданные. Количество загруженных сущностей: 400/400. | Устиновское сельское поселение     |
| 404 | Шипухино                                  | деревня                 | Получено слишком много сущностей из Викиданные. Количество загруженных сущностей: 400/400. | Приволжское сельское поселение     |
| 405 | Ширяево                                   | деревня                 | Получено слишком много сущностей из Викиданные. Количество загруженных сущностей: 400/400. | Приволжское сельское поселение     |
| 406 | Шубино                                    | деревня                 | Получено слишком много сущностей из Викиданные. Количество загруженных сущностей: 400/400. | Печетовское сельское поселение     |
| 407 | Шумилово                                  | деревня                 | Получено слишком много сущностей из Викиданные. Количество загруженных сущностей: 400/400. | Красновское сельское поселение     |
| 408 | Шурманка                                  | деревня                 | Получено слишком много сущностей из Викиданные. Количество загруженных сущностей: 400/400. | Приволжское сельское поселение     |
| 409 | Шутово                                    | деревня                 | Получено слишком много сущностей из Викиданные. Количество загруженных сущностей: 400/400. | Центральное сельское поселение     |
| 410 | Шушпаново                                 | деревня                 | Получено слишком много сущностей из Викиданные. Количество загруженных сущностей: 400/400. | Устиновское сельское поселение     |
| 411 | Щелково                                   | деревня                 | Получено слишком много сущностей из Викиданные. Количество загруженных сущностей: 400/400. | Титовское сельское поселение       |
| 412 | Юминское                                  | деревня                 | Получено слишком много сущностей из Викиданные. Количество загруженных сущностей: 400/400. | Приволжское сельское поселение     |
| 413 | Юрино                                     | деревня                 | Получено слишком много сущностей из Викиданные. Количество загруженных сущностей: 400/400. | Центральное сельское поселение     |
| 414 | Якимцево                                  | деревня                 | Получено слишком много сущностей из Викиданные. Количество загруженных сущностей: 400/400. | Горицкое сельское поселение        |
| 415 | Яковлевское                               | деревня                 | Получено слишком много сущностей из Викиданные. Количество загруженных сущностей: 400/400. | Печетовское сельское поселение     |
| 416 | Якшино                                    | деревня                 | Получено слишком много сущностей из Викиданные. Количество загруженных сущностей: 400/400. | Горицкое сельское поселение        |
| 417 | Янино                                     | деревня                 | Получено слишком много сущностей из Викиданные. Количество загруженных сущностей: 400/400. | Ильинское сельское поселение       |
| 418 | Ярославец                                 | деревня                 | Получено слишком много сущностей из Викиданные. Количество загруженных сущностей: 400/400. | Печетовское сельское поселение     |